# Portugués de Norzagaray
Portugués de Norzagaray är en ort i Mexiko.   Den ligger i kommunen Sinaloa och delstaten Sinaloa, i den västra delen av landet, 1 200 km nordväst om huvudstaden Mexico City. Portugués de Norzagaray ligger 128 meter över havet och antalet invånare är 322.
Terrängen runt Portugués de Norzagaray är platt åt sydost, men åt nordväst är den kuperad. Runt Portugués de Norzagaray är det glesbefolkat, med 19 invånare per kvadratkilometer. Närmaste större samhälle är Genaro Estrada, 15,7 km väster om Portugués de Norzagaray. I omgivningarna runt Portugués de Norzagaray växer huvudsakligen savannskog.